# Hildreth (Nebraska)
Hildreth – wieś w Stanach Zjednoczonych, w stanie Nebraska, w hrabstwie Franklin.